# Xoanodera regularis
Xoanodera regularis là một loài bọ cánh cứng trong họ Cerambycidae.